# Pierre Étienne Simon Duchartre
Pierre Étienne Simon Duchartre, född 27 oktober 1811 i Portiragnes, död 5 november 1894 i Meudon, var en fransk botaniker.

## Biografi
Duchartre studerade biologi i Toulouse. Efter examen arbetade han som lärare. Från 1837 undervisade han i Fumel. Flera år senare flyttade han till Paris, där han 1848 blev ledamot av Académie des sciences. Året därpå blev han professor i botanik och växtfysiologi vid Institut agronomique i Versailles. 1861 utsågs han till preses för botanik vid Sorbonne (Paris universitet).
År 1854 var han medgrundare av Société Botanique de France, där han var ordförande i flera perioder.
År 1850 experimenterade han med svavel som bot mot mögelsvamp, som svårt angrep Europas vindruvor under mitten av 1800-talet.
På förslag av botanikern Joseph Decaisne hedrades Duchartre med eponymen Duchartrea för ett växtsläkte i familjen Gesneriaceae (Gloxiniaväxter). 
Han namngav en rad arter i familjen Aristolochiaceae. 

## Viktigaste arbeten
- Observations anatomiques et organogéniques sur la clandestine d'Europe (Lathraea clandestina, L.), 1847 - Anatomiska och organiska iakttagelser beträffande Lathraea clandestina.
- Famille des Aristolochiées, 1854 - Aristolochiaceae.
- Éléments de botanique : comprenant l'anatomie, l'organographie, la physiologie des plantes, les familles naturelles et la géographie botanique, 1867 - Botaniska element …, etc.
- Rapport sur les progrés de la botanique physiologique, 1868 - Meddelande om framsteg inom växtfysiologi.
- Observations sur les bulbes des lis, 1873 - Iakttagelser beträffande liljelökar.[13][14]

Auktorsnamnet Duch. kan användas för Pierre Étienne Simon Duchartre i samband med ett vetenskapligt namn inom botaniken; se Wikipediaartiklar som länkar till auktorsnamnet.